# Uptime

Comanda uptime raportează timpul cât un sistem UNIX a mers fără întrerupere. Este deseori folosit ca o măsură a fiabilității sau stabilității sistemului.

## Recorduri
În 2006, Novell a raportat un sistem cu un uptime de 6 ani.
Netcraft monitorizează valoarea uptime pentru o serie întreagă de servere web.

## Determinarea valorii uptime
Sub Linux și alte sisteme UNIX se folosește comanda uptime:
```
$ uptime
 7:24pm  up 1849 day(s),  3:20,  1 user,  load average: 0.00, 0.01, 0.01
```

O altă metodă este citirea fișierului /proc/uptime:
```
$ cat /proc/uptime
 350735.47 234388.90
```